# Murrina
La murrina è una particolare lavorazione del vetro tipica di Murano.

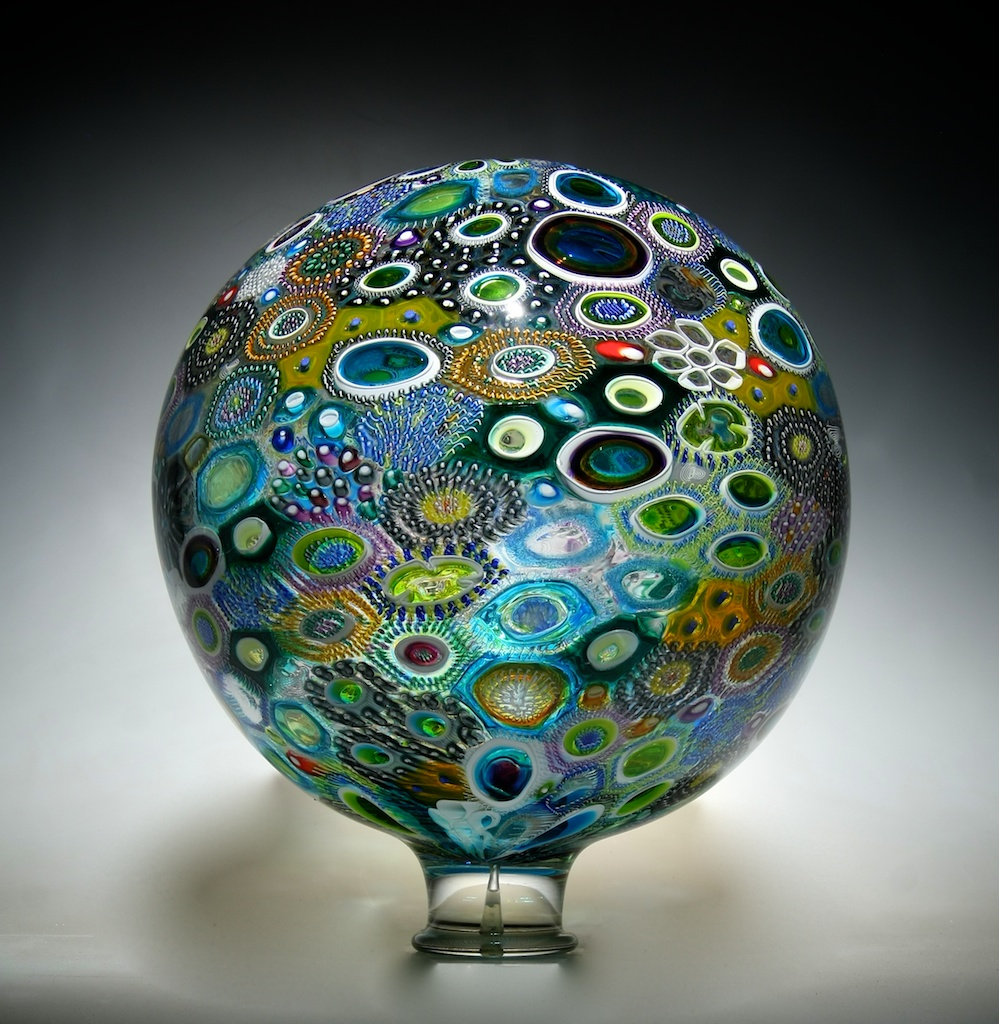
Mixed Murrine Sphere; Glass sculpture by David Patchen.

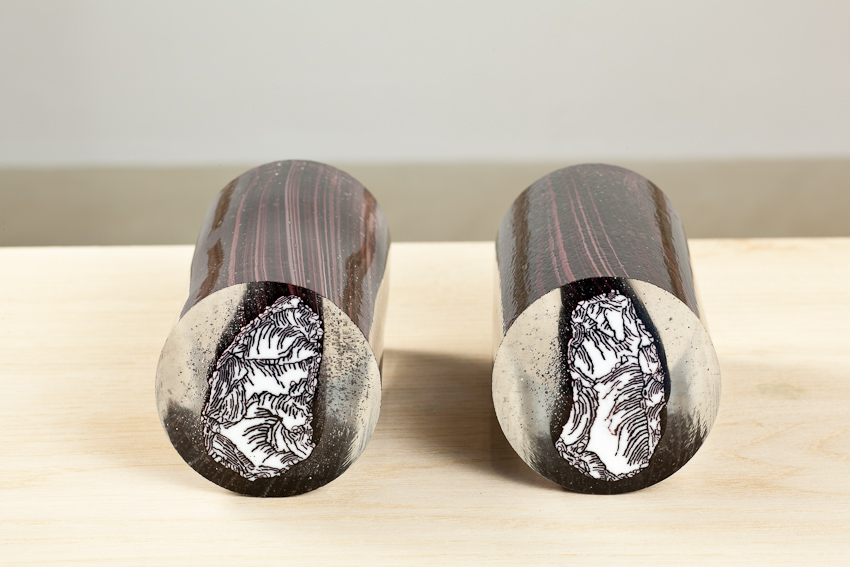
Murrine opera di Antonio e Mario Dei Rossi per Hubert Duprat

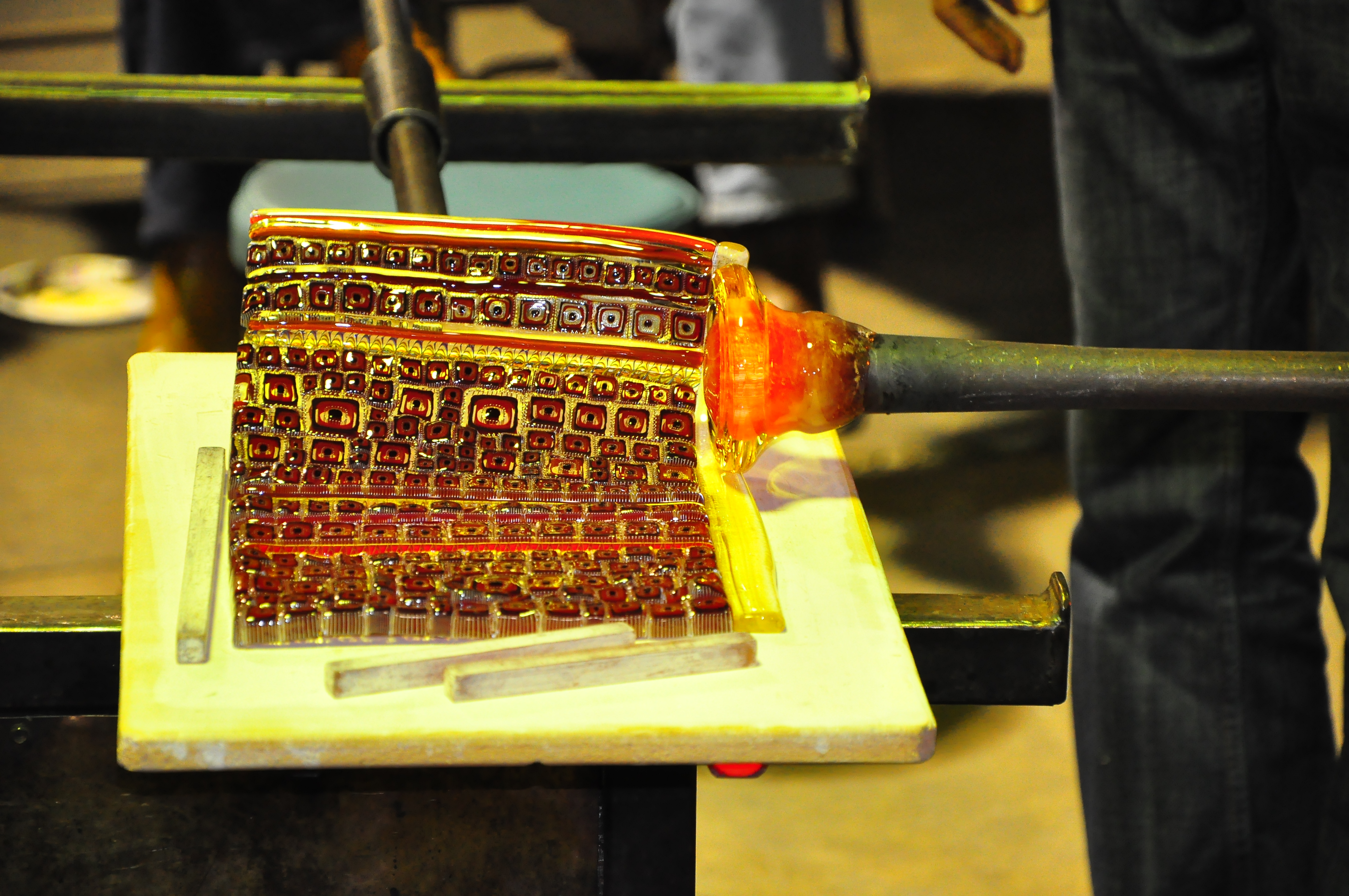
Murrina in lavorazione

## Storia
Il termine “Murrina” è stato coniato in epoca moderna nel 1878 dall'abate Vincenzo Zanetti che tanto contribuì alla rinascita della vetraria muranese dopo un lungo periodo di crisi. Zanetti adottò questo termine per definire vasi e ciotole in vetro mosaico che i Romani facevano usando sezioni di canna che presentavano al loro interno, per tutta la lunghezza, disegni astratti o anche figurativi come volti, fiori e animali.
Alla tecnica del vetro murrino si dedicarono principalmente i vetrai alessandrini. Nel 61 a.C. Pompeo portò a Roma dei vasi in murra che furono esposti nel tempio di Giove. Questi vasi, composti da una varietà di fluorite, avevano la caratteristica di emanare un odore particolare, forse per le resine usate come legante durante la lavorazione o più probabilmente perché usati per contenere profumi, per cui il termine murrha sarebbe da collegare a myrra= mirra, profumo. Nel I secolo a. C. i Romani cominciarono a produrre vasi in vetro che riproducevano i vasi portati da Pompeo.
Durante il Medioevo si perse la tecnica per la produzione del vetro murrino. Nel secolo XVI i maestri vetrai veneziani realizzarono prodotti che imitavano i murrini romani (vetri pseudomurrini). La tecnica venne poi ripresa verso la fine del XIX secolo presso la vetreria Salviati ad opera di Vincenzo Moretti. Da allora il termine murrino è rimasto e serve ad identificare sia le singole sezioni di canna sia l'oggetto ottenuto dalla loro composizione.

## Lavorazione

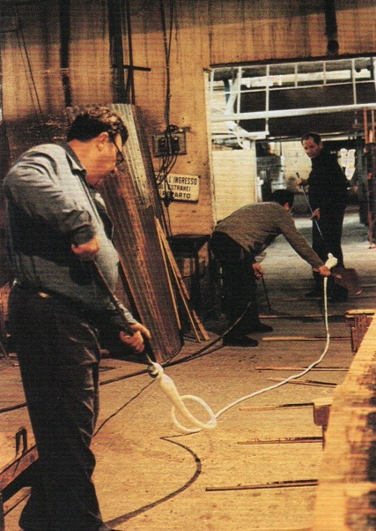
Tiracanna

Per formare una murrina a strati concentrici sovrapposti è necessario che nella fornace ci siano dei crogioli con vetro allo stato molle di colori diversi. Un operaio preleva quindi sulla punta di un'asta di ferro una piccola quantità di vetro dal primo crogiolo, passando subito dopo a ricoprirlo con dell'altro vetro prelevato da un secondo crogiolo. Può procedere così sovrapponendo più strati di colori diversi. L'insieme di questi strati di vetro verranno a formare un cilindro del peso di cinque, sei chilogrammi. Una volta reso regolare facendolo rotolare sopra una spessa piastra di ferro o di bronzo (bronzìn), viene applicata alla parte libera una seconda asta di ferro. Il tutto passa quindi nelle mani di due altri operai, i "tiracanna", che stireranno il pastone per portarlo al diametro programmato. In questo caso si otterrà una murrina con disegni a cerchi concentrici. Se però in alcune fasi della lavorazione il pastone di vetro molle verrà infilato in uno stampo con delle costolature verticali a forma di fiore, di stella, di cuore, si otterrà una murrina con disegno floreale, a stella o a cuore.
Le bacchette così ottenute (o meglio le canne, per dirla con termine muranese) servono per produrre le perle “mosaico” (o “millefiori”), piatti e ciotole ed infine ciondoli.
Per fare le perle occorre ricoprire il leggero strato di vetro fuso avvolto attorno al tondino di ferro (anima) con tante fettine di queste canne e compattarle con dei semplici strumenti dando contemporaneamente la forma desiderata.
Per fare una ciotola, invece, occorre eseguire una composizione a freddo di sezioni di canna (più alte di quelle usate per le perle) formando un disco della dimensione voluta, e portarla quindi a fusione. Si otterrà un disco compatto che deve essere, dopo raffreddamento, molato e posizionato sopra uno stampo ceramico. Portando il tutto nuovamente a temperatura, il disco prenderà la forma dello stampo che sta sotto. Successivamente l'oggetto viene rifinito con un'operazione di molatura.

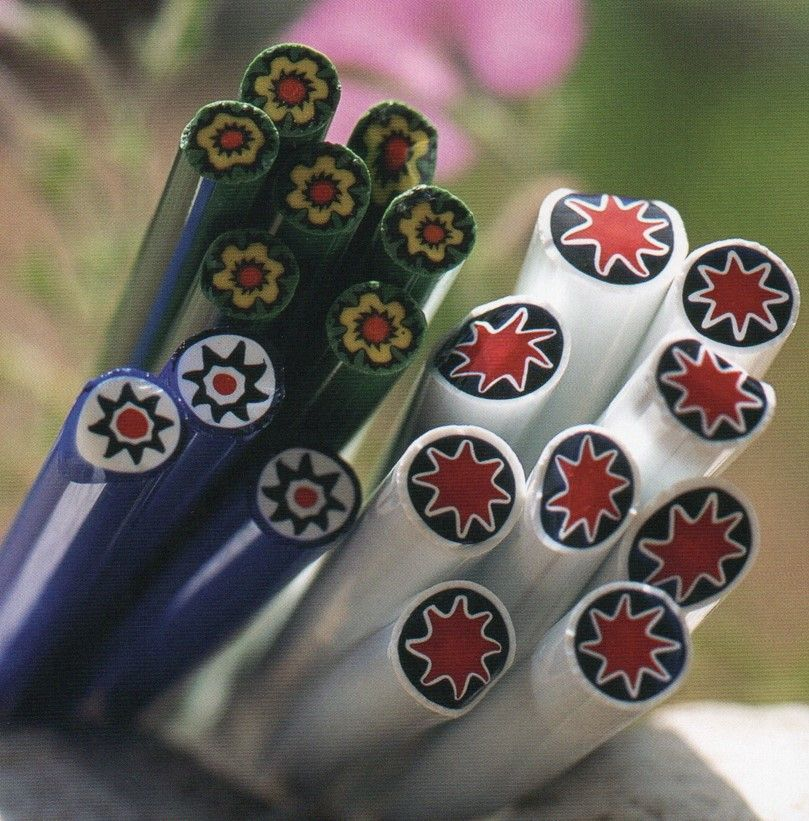
Canne di murrine

Con bacchette di murrina di vari diametri e colori, accuratamente scelte, si realizzano dei decorativi ciondoli che, muniti di catenina, vengono portati sulla camicetta delle signore o sulla nuda pelle.
La nascita di questi oggettini avvenne nel 1968 ed è frutto di una felice intuizione, una vera invenzione, dei titolari della Ercole Moretti & F.lli. L'idea è stata quella di creare un cerchietto con una fettuccia di rame e formare al suo interno una composizione con segmenti di murrina formando un vero intarsio. Portato a fusione, l'oggetto, dopo l'eliminazione del rame, viene in seguito rifinito mediante molatura e quindi corredato di un cerchietto di metallo dorato, se non addirittura d'oro.
L'uso dello stampo di rame, che può avere la forma e le dimensioni più diverse, consente di ottenere degli oggetti tutti perfettamente uguali fra di loro, cosa impossibile senza ricorrere a questo sistema. Il “segreto” venne naturalmente subito carpito da una moltitudine di artigiani che, se all'inizio contribuì a creare una moda, finì alla lunga con l'inflazionare il genere.
Nel 1800 sono state realizzate delle Murrine figurate che vengono considerate dei veri capolavori. Dapprima Giovanni e il figlio Giacomo Franchini realizzarono tra il 1830 e il 1860 circa delle figure molto complesse, che andavano dal Ponte di Rialto alla gondola, dal ritratto di Angelina a quello del Conte di Cavour e molte altre. Franchini realizzava queste sue minuscole ma preziose opere non nella fornace, bensì “a lume” con dei procedimenti complessi che comprendevano numerosi passaggi e fasi di lavorazione. Più tardi si cimentò un altro vero artista nell'esecuzione di ritratti in Murrina, Luigi Moretti, il quale, con un procedimento diverso da quello seguito dal Franchini, eseguì pure numerosi ritratti di personaggi dell'epoca. Moretti non creava le sue opere al leggero calore della "lume", bensì direttamente in fornace. Fra tutti merita di essere ricordato in modo particolare il ritratto di Cristoforo Colombo. Questa murrina, fra le più belle da lui realizzate, venne eseguita nel 1892, quattrocento anni dopo la scoperta dell'America. In quell'occasione la Compagnia Venezia Murano, presso la quale i due Moretti, padre e figlio, prestavano la loro opera di valenti tecnici, organizzò a Chicago una grande festa per ricordare la ricorrenza. Vennero distribuite agli ospiti 400 di queste murrine, naturalmente alla presenza del suo esecutore. Ma anche il padre Vincenzo, oltre ad aver certamente aiutato il figlio nella realizzazione delle faccine in murrina, aveva realizzato degli splendidi oggetti, piatti e coppe che erano delle perfette riproduzioni dei mitici vetri murrini eseguiti nel periodo romano. Oggetti che si trovano attualmente nei più importanti musei del vetro del Mondo.

## Galleria d'immagini

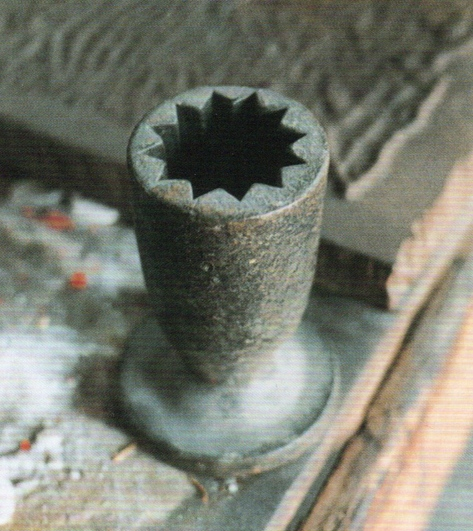
Stampo per murrine
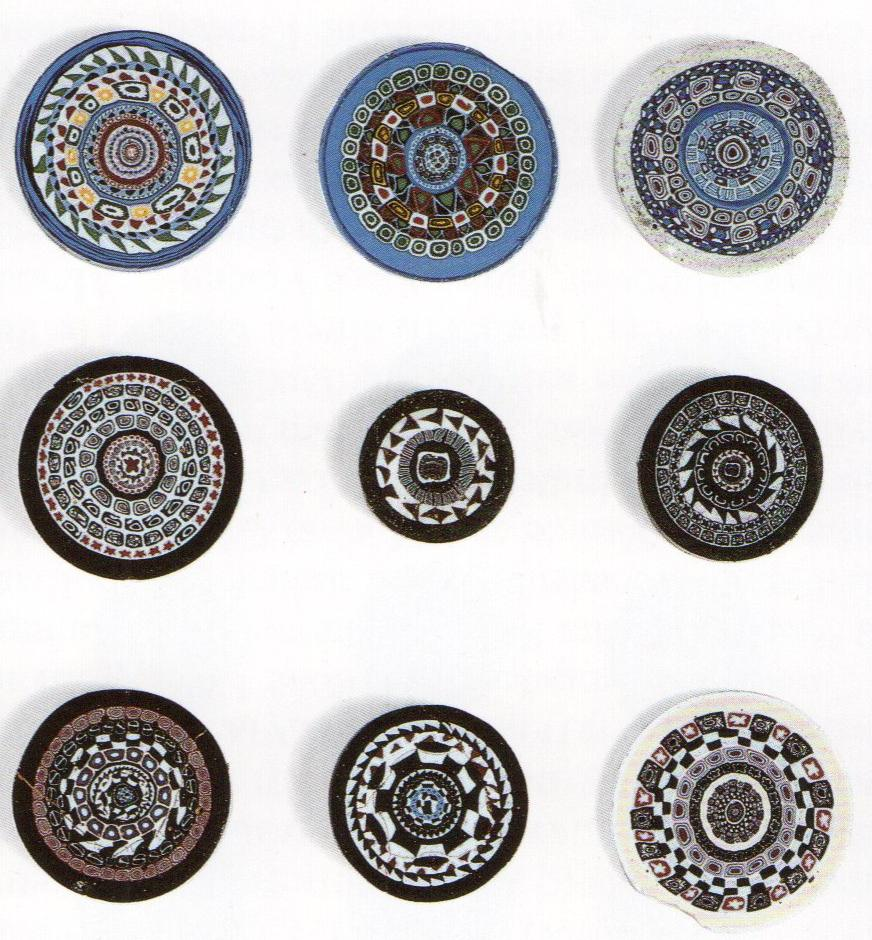
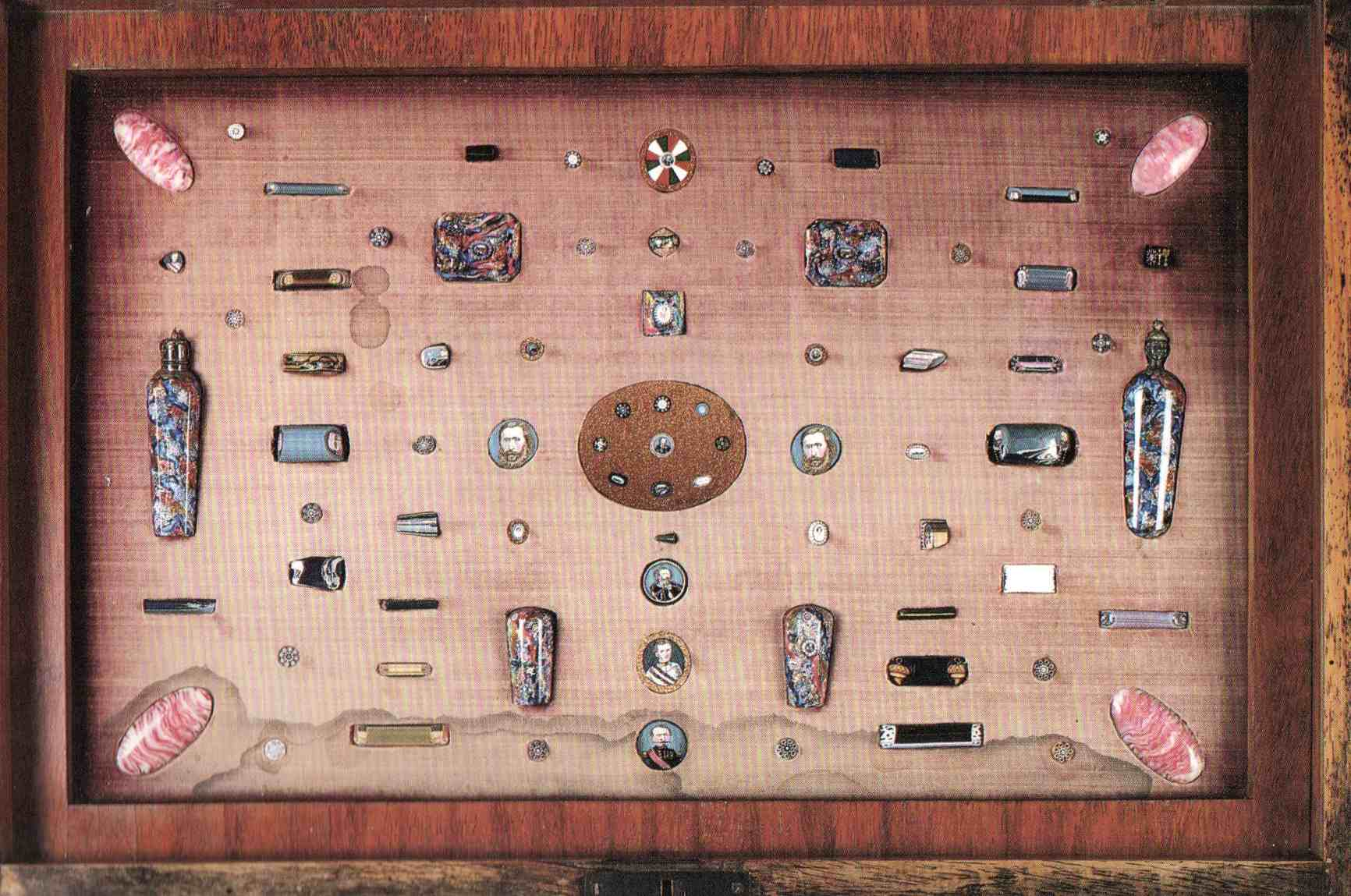
Campionario di murrine, Ditta Franchini, Murano, 1865
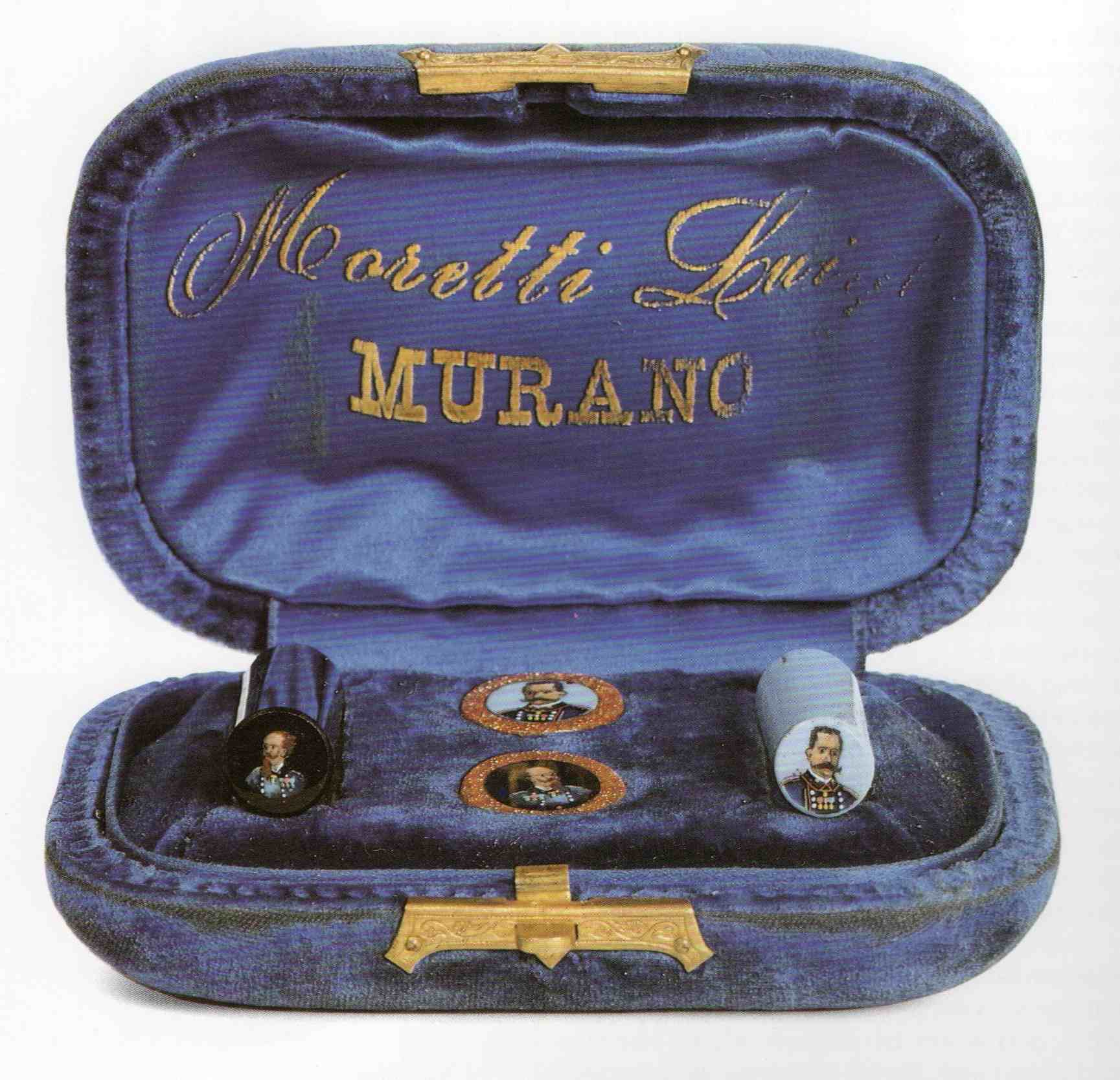
Cofanetto con murrine di Vittorio Emanuele II e Umberto I, Ditta Moretti, Murano, 1888-1894
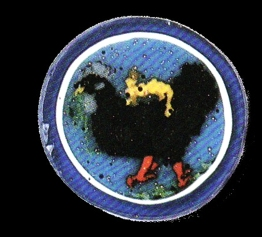
Murrina con stemma di Murano
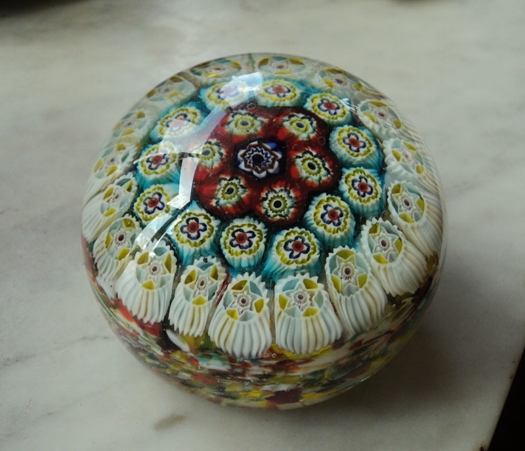
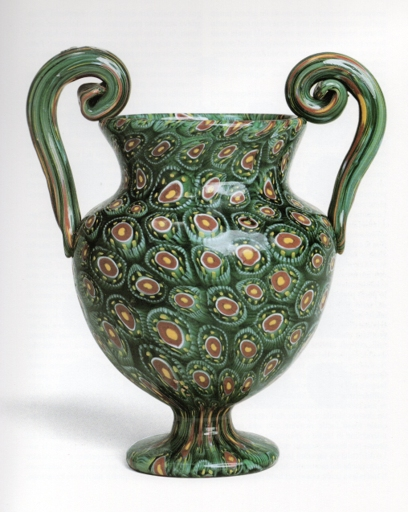